# Lutit
Lutit là bất kỳ loại đá vụn trầm tích nào với kích thước hạt sét hay bột (bùn) nhỏ hơn 1/16 mm (0,0625 mm hay 0,00256 inch).
Thuật ngữ này được sử dụng trong phân loại các dạng đá vôi cacbonat mảnh vụn, khi các thuật ngữ tương đương về mặt kích thước hạt như bột kết hay đá sét là không thích hợp để chỉ đá vôi.
Các dạng lutit chủ yếu được hình thành do xói mòn các loại đá khác hay tái trầm lắng kiểu turbidit của sét hay bùn. Một số lutit chứa các lượng cacbonat khác nhau và vì thế thuộc về thể loại đá macnơ. Các lutit thông thường xuất hiện dưới dạng các loại đá hạt mịn phân lớp hay thành khối mà không có độ tách bóc thành lớp thích hợp. Phụ thuộc vào thành phần theo kích thước hạt, các lutit được gọi là đá sét, bột kết hay đá bùn. Các lutit chịu nén do tải trọng hay ứng suất kiến tạo sẽ phát triển để có độ tách bóc thành lớp thích hợp và được gọi là đá phiến sét.
Pettijohn  đưa ra các thuật ngữ miêu tả như dưới đây, dựa trên kích thước hạt, để tránh sử dụng các thuật ngữ như "sét" hay "sét kết" mà trong đó ẩn chứa thành phần hóa học:
| Kết cấu    | Phổ thông | Hy Lạp  | Latinh |
| ---------- | --------- | ------- | ------ |
| Thô        | Sỏi       | Psephit | Rudit  |
| Trung bình | Cát       | Psammit | Arenit |
| Mịn        | Sét       | Pelit   | Lutit  |